# مارتن كيلوغ
مارتن كيلوغ (بالإنجليزية: Martin Kellogg)‏ هو عالم لغوي كلاسيكي وأستاذ جامعي أمريكي، ولد في 15 مارس 1828 في Vernon, Connecticut ‏ في الولايات المتحدة، وتوفي في 26 أغسطس 1903 في بيركيلي في الولايات المتحدة.